# Дернакёйет
Дернакёйе́т (фр. Dernacueillette) — коммуна во Франции, находится в регионе Лангедок — Руссильон. Департамент коммуны — Од. Входит в состав кантона Мутуме. Округ коммуны — Каркасон.
Код INSEE коммуны — 11118.

## Население
Население коммуны на 2008 год составляло 41 человек.
| 1962 | 1968 | 1975 | 1982 | 1990 | 1999 | 2008 |
| ---- | ---- | ---- | ---- | ---- | ---- | ---- |
| 64   | 63   | 57   | 48   | 56   | 45   | 41   |

## Экономика
В 2007 году среди 35 человек в трудоспособном возрасте (15—64 лет) 23 были экономически активными, 12 — неактивными (показатель активности — 65,7 %, в 1999 году было 63,6 %). Из 23 активных работали 19 человек (12 мужчин и 7 женщин), безработных было 4 (2 мужчин и 2 женщины). Среди 12 неактивных 5 человек были учениками или студентами, 6 — пенсионерами, 1 был неактивным по другим причинам.